# Zwieselbacher Rosskogel
Zwieselbacher Rosskogel är ett berg i Österrike. Det ligger i distriktet Innsbruck-Land och förbundslandet Tyrolen, i den västra delen av landet. Toppen på Zwieselbacher Rosskogel är 3 080 meter över havet.
Zwieselbacher Rosskogel är den högsta punkten i trakten.
Trakten runt Zwieselbacher Rosskogel består i huvudsak av kala bergstoppar, alpin tundra och mindre isformationer.